# Serradora Martí
La Serradora Martí és una obra de Cervera (Segarra) protegida com a Bé Cultural d'Interès Local.

## Descripció
Situat a la cantonada entre l'avinguda Duran i Sanpere i la carretera L-214, en un recinte ampli parcialment delimitat per una reixa que es disposa sobre un sòcol. Edifici de planta baixa i pis amb planta rectangular i coberta a quatre vessants. El parament mostra una combinació entre la pedra del país, l'arrebossat i el maó. La façana principal destaca per les obertures amb arc rebaixat, dues a la planta baixa i tres al primer pis. Pel que fa a les del pis inferior, ambdues de la mateixa mida però amb usos diferents, una de tipus cotxera i l'altra tapiada i amb un cos adossat a davant, a manera de garita. Damunt d'aquesta, es conserva part de la coberta de fibrociment alçada respecte la garita i subjecta amb una columna d'aparell de maó. Al primer pis, dues portes balconeres flanquegen una finestra, i al seu torn, les tres són unificades per una balconada. En conjunt, destaca per l'ús de maó tant en els emmarcaments dels arcs rebaixats com en la cornisa i les cadenes cantoneres que delimiten els nivells. Delimitant les façanes, hi ha petites obertures amb forma romboidal i entre aquestes encara es distingeix la inscripció "Fustes Martí".
La façana lateral, situada dins del recinte, té quatre obertures tipus finestra al primer pis i un cobert per vehícles i maquinària al nivell inferior. La façana lateral, oberta a l'avinguda Duran i Sanpere, conserva, al primer pis, sis obertures de tipus finestra i un balcó i el mateix pel nivell inferior, encara que variant el balcó per una porta cotxera. Els emmarcaments, igualment, conserven l'ús del totxo i les cantonades de les façanes estan delimitades per sengles pilastres de maó, formant unes franges decoratives de gran vistositat.

## Història
Aquest edifici va funcionar com a serradora fins a l'any 1999.